# سيمونا جوجيرلا
سيمونا جوجيرلا (بالرومانية: Simona Gogîrlă)‏ مواليد 11 أبريل 1975 في فوكشاني، رومانيا، هي لاعبة كرة يد رومانية معتزلة لعبت كظهير أيسر. مثلت منتخب رومانيا لكرة اليد للسيدات. حققت المركز الثاني في بطولة العالم لكرة اليد للسيدات 2005.

## الميداليات
| الميدالية | المسابقة                            |
| --------- | ----------------------------------- |
| فضية      | بطولة العالم لكرة اليد للسيدات 2005 |

## روابط خارجية
- سيمونا جوجيرلا على موقع الاتحاد الأوروبي لكرة اليد (الإنجليزية)